# Czesław Mojżysz
Czesław Mojżysz (ur. 3 sierpnia 1958 w Wodzisławiu Śląskim) – polski lekkoatleta długodystansowiec, mistrz Polski.

## Osiągnięcia
Na mistrzostwach Europy juniorów w 1977 w Doniecku zajął 14. miejsce w biegu na 2000 metrów z przeszkodami
Na halowych mistrzostwach Europy w 1984 w Göteborgu zajął 5. miejsce w biegu na 3000 metrów, a na halowych mistrzostwach Europy w 1986 w Madrycie odpadł w eliminacjach tej konkurencji.
Był mistrzem Polski w biegu na 5000 metrów w 1988 oraz wicemistrzem w biegu na 3000 metrów z przeszkodami w 1982, 1983 i 1985 oraz brązowym medalistą na 3000 metrów z przeszkodami w 1987. Zdobył również halowe mistrzostwo Polski w biegu na 3000 metrów w 1980, 1984 i 1986, a w 1985 był mistrzem w biegu na 1500 metrów i wicemistrzem na 3000 metrów.
Był zawodnikiem klubu ROW Rybnik z przerwą w roku 1980, kiedy to startował w Gryfie Słupsk.

## Rekordy życiowe
| Konkurencja                        | Data i miejsce             | Wynik    | Źródło                                      |
| ---------------------------------- | -------------------------- | -------- | ------------------------------------------- |
| bieg na 1500 metrów                | 19 czerwca 1985, Warszawa  | 3:41,57  | [ 6 ] [ 7 ]                                 |
| bieg na 3000 metrów                | 2 czerwca 1984, Turyn      | 7:50,67  | 9. wynik w historii polskiej lekkoatletyki  |
| bieg na 5000 metrów                | 6 sierpnia 1983, Sopot     | 13:44,65 | [ 7 ] [ 9 ]                                 |
| bieg na 10 000 metrów              | 16 sierpnia 1989, Sopot    | 29:51,45 | [ 7 ]                                       |
| półmaraton                         | 1 sierpnia 1990, Gdańsk    | 1:09:35  | [ 7 ]                                       |
| bieg na 3000 metrów z przeszkodami | 2 sierpnia 1985, Bydgoszcz | 8:22,18  | 11. wynik w historii polskiej lekkoatletyki |